# 南宁机场 (1929年)
南宁机场，又称南宁旧机场，曾用名邕宁机场，是曾经廣西僮族自治區（現广西壮族自治区）南宁市的一座军民两用机场，与柳州的帽合山机场均为在广西境内首批修建的两座机场。邕宁机场于1929年建成，1965年废弃。其职能于1962年起被新建成的吴圩机场所取代。

## 历史
邕宁机场位于邕宁县境内（今南宁市七星路南星湖电影院及织带厂一带）。初建成时规模很小，仅有简易的飞行场地，供小型飞机起降。
民国18年（1929年）4月，新桂系军阀为军事需要兴建了邕宁机场。
民国28年（1939年）11月，南宁被日军攻占，为扩修机场，日军毁平附近2座村庄以扩大机场范围；并在机场修筑6公里长的浪堤1条以防水淹；铺砌砖石加厚跑道，建成跑道长1300米、宽36米、厚0.15米，以供中型机的起降。
民国29年（1940年）10月，日军撤出南宁，国民革命军空军进驻邕宁机场，开始修建房屋等设施。
民国33年（1944年）11月，日军再次入侵广西。南宁第二次被攻占前，驻场的国军空军撤走并将机场建筑物烧毁。
民国34年（1945年）5月，南宁光复后，国民革命军空军再次进驻，开始修复扩建机场，重建房屋，并将原砖石跑道改为滑行道，增建1条长1545米，宽45米，厚25厘米东西向泥碎石结构新跑道。工程至日本无条件投降时停工。
1949年12月4日，随着广西战役的失败，中华民国空军放弃邕宁机场，并在起飞前使用机枪向油料库扫射，导致大部分房屋烧毁，机场几乎变成废墟。中国人民解放军第一一六师一部于12月4日晚上占领机场，未遭受抵抗。随后邕宁机场更名为南宁机场。
1958年10月，由于南宁机场位置距离市区过近和设施已经过于老旧等原因，需要新建一个服务南宁市的机场，新建机场场址被定于距南宁市中心31公里的吴圩地区。1958年底南宁吴圩机场动工修建，1962年11月投入运营，南宁旧机场管理机构开始转场至吴圩机场。1962年吴圩机场建成后为作区分，南宁机场多被称为南宁旧机场。
到1962年11月转场时止，南宁旧机场共修建：主跑道1条，泥碎石道面，长1500米，宽40米；土面副跑道1条，长600米；联络道1条长80米；停机坪1个；各种房屋4796平方米。机场可满足伊尔-14及以下各型飞机起降要求。转场后，机场作为备降场予以保留。
1965年4月后，机场完全废弃，其场道区交市政建设使用。从1970年代起，这里逐渐建成大板一区、大板二区等自治区机关宿舍区，是南宁市最早建设的住宅小区。

### 美军使用
抗日战争期间，该机场曾短暂有美国第十四航空队人员驻扎。驻扎的飞机主要是侦察机，这些美军单位均操作无武装的P-38照相侦察机以飞越日本控制的领土并获取其他作战单位使用的情报。战斗机和轰炸机中队的分队也偶尔从邕宁机场起飞。此外，邕宁机场同时也是美国陆军航空队第2作战货运大队的补给点，该大队向前线的地面部队空投补给和弹药。战争结束时，这些运输机还负责将中国远征军的士兵、军马、骡子和其他重型装备运输至邕宁机场。美国人于1945年10月关闭了他们在机场的设施后撤离。

## 后续
在2006年、2012年和2020年，机场旧址所在的星湖路北一里一带曾三度挖出过未爆弹。
广西建筑科学研究设计院研制推广出混凝土空心大板预制结构的住宅建筑，建设速度快、造价低，墙与楼层面均各用一块预制空心大板组装焊接灌浆而成，该技术曾获多项成果奖。作为第一个应用成果，大板一区的名字也由此产生。混凝土空心大板预制结构设计使用年限为25年。2020年起，大板一区、大板二区因远超使用年限均逐步被拆迁。拆迁后，大板一区原址将新建八栋住宅楼。

### 脚注
1. ↑  机场曾于1939－1940、1944－1945年期间被日军短暂占领。